# Nhạc kịch

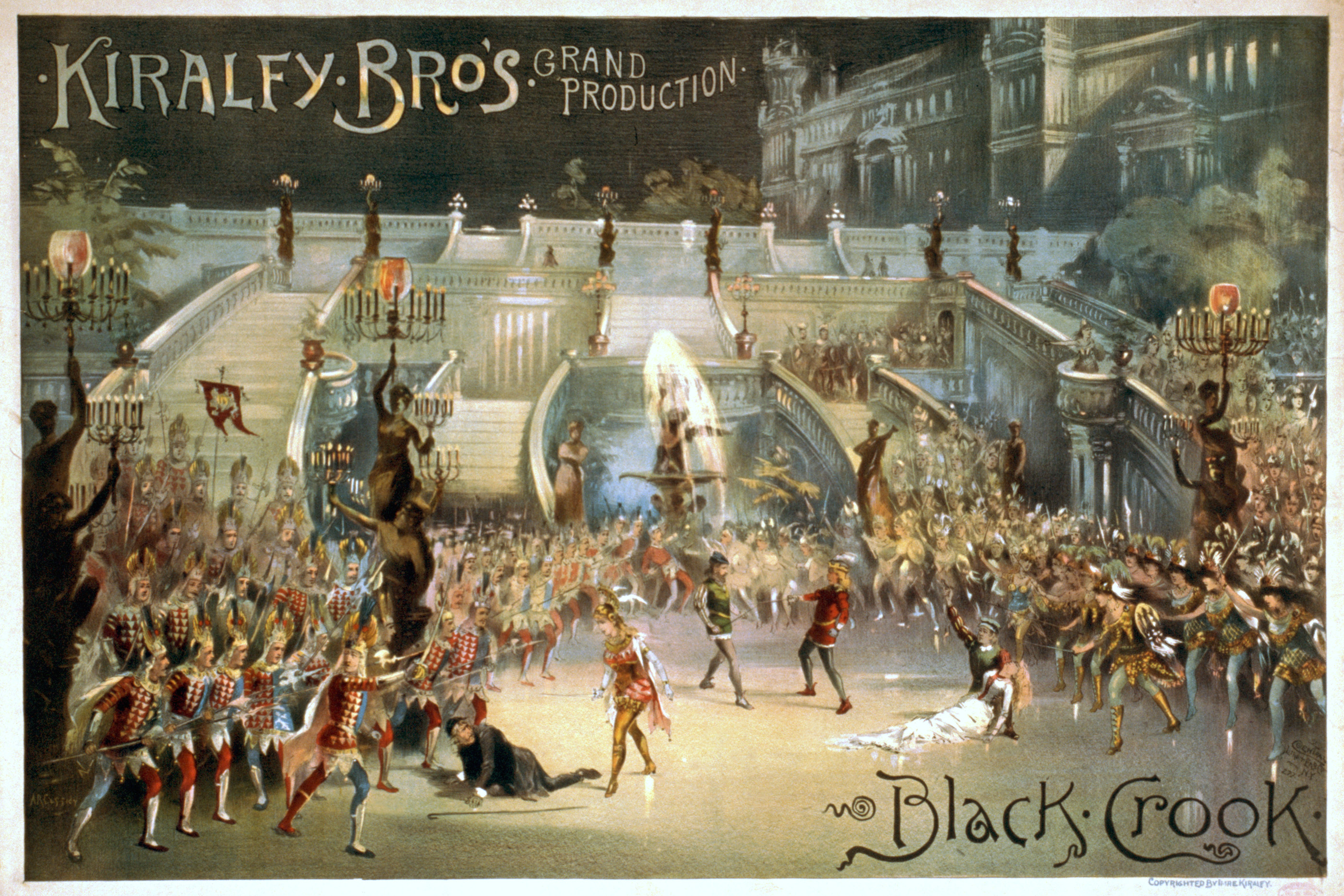
The Black Crook (1866) được một số nhà sử học xem là vở nhạc kịch đầu tiên của thế giới.

Nhạc kịch là loại hình sân khấu trong đó kết hợp ca khúc, lời thoại, diễn xuất và nhảy múa. Nội dung và biểu cảm của nhạc kịch (hỉ, nộ, ái, ố) được thể hiện thông qua câu chữ, âm nhạc, động tác và các khía cạnh kỹ thuật sân khấu; tất cả hợp thành một thể thống nhất. Mặc dù không tránh khỏi sự pha tạp với các loại hình sân khấu khác như opera và múa nhưng có thể phân biệt được nhạc kịch do loại hình này thể hiện tính bình đẳng giữa âm nhạc với lời nói, động tác và các yếu tố khác.
Nhạc kịch hiện diện ở khắp nơi trên thế giới. Người ta diễn nhạc kịch trên các sân khấu lớn - chẳng hạn các vở nhạc kịch West End (Luân Đôn) hay Broadway (New York) với chi phí đầu tư cao - hay là trên các sân khấu nhỏ hơn, cũng có thể tổ chức thành chuyến lưu diễn hoặc chỉ đơn thuần diễn không chuyên tại trường học hay các nơi chốn khác.

## Định nghĩa và phạm vi

### Nhạc kịch sách
Từ thế kỷ XX trở đi, thuật ngữ "nhạc kịch sách" (tiếng Anh: book musical) được định nghĩa là vở nhạc kịch có phần ca khúc và nhảy múa được tích hợp hoàn toàn thành một câu chuyện cân đối có ý đồ sân khấu nghiêm túc (có khả năng gợi lên các cảm xúc chân thật chứ không chỉ là gây cười). Ba thành tố chính của một vở nhạc kịch sách là: âm nhạc, lời nhạc và "sách". "Sách" ở đây được hiểu là kịch bản, nghĩa là câu chuyện, sự phát triển nhân vật và cấu trúc vở kịch (bao gồm cả phần đối thoại và phần chỉ đạo sân khấu); tuy nhiên, cũng có trường hợp "sách" có nghĩa là phần đối thoại và lời nhạc; trường hợp này tiếng Ý gọi là libretto ("cuốn sách nhỏ"). Âm nhạc và lời nhạc là hai yếu tố cấu thành phần nhạc (score) của vở nhạc kịch. Tuy nhiên, cách biểu đạt ý tưởng của đội ngũ các nhà sáng tạo mới là yếu tố ảnh hưởng mạnh lên lối trình diễn nhạc kịch. Đội ngũ sáng tạo ở đây bao gồm giám đốc, giám đốc âm nhạc, biên đạo múa và thỉnh thoảng có thêm nhạc trưởng. Mỗi phiên bản nhạc kịch lại cũng mang những đặc điểm riêng có do sự khác biệt về khía cạnh kỹ thuật, chẳng hạn thiết kế sân khấu, trang phục, đồ dùng sân khấu, âm thanh, ánh sáng; do vậy, đối với một vở nhạc kịch thì các phiên bản sau có thể mang nét khác khi so với nguyên bản.
Không có con số cố định cho thời lượng của một nhạc kịch. Nhạc kịch có thể có một màn hoặc nhiều màn, có thể dài tới vài giờ (thậm chí là phải chia làm nhiều buổi diễn). Tuy nhiên, đa số nhạc kịch có thời lượng từ 1,5 đến 3 giờ đồng hồ. Nhạc kịch thường có hai màn; màn đầu thường dài hơn màn cuối; ở giữa hai màn có khoảng nghỉ ngắn. Thông thường màn đầu sẽ giới thiệu đến người xem gần hết nhân vật và âm nhạc trong vở nhạc kịch, sau đó màn này kết lại bằng một xung đột hay chuyện rắc rối nào đó. Màn cuối có ít bài hát hơn, thường lặp lại các bài hát của màn đầu nhưng sẽ giải quyết các xung đột hay chuyện rắc rối được màn đầu nêu ra. Một vở nhạc kịch sách thường có từ bốn đến sáu đoạn nhạc chính sẽ được thể hiện lặp đi lặp lại, tuy nhiên cũng có khi nó gồm một chuỗi các bài hát không liên quan trực tiếp với nhau. Chen giữa các ca khúc thường là các đoạn hội thoại nhưng có khi là các đoạn hát nói (hay gặp trong những vở nhạc kịch sung-through, nghĩa là nhạc kịch hát xuyên suốt từ đầu chí cuối, ví dụ các vở Jesus Christ Superstar, Những người khốn khổ và Evita). Trong các thập niên trở lại đây, một số nhạc kịch ngắn của Broadway hoặc West End chỉ có một màn duy nhất.
Những khoảnh khắc cao trào ấn tượng nhất trong một vở nhạc kịch sách thường được thể hiện trong các ca khúc. Nói một cách dễ hiểu, "khi nào cảm xúc quá mạnh khó nói nên lời thì bạn sẽ hát; khi nào cảm xúc quá mạnh khó hát nên lời thì bạn sẽ nhảy." Trong nhạc kịch sách, điều lý tưởng là sáng tác ca khúc sao cho phù hợp với nhân vật và tình huống của họ trong truyện kể (mặc dù vây, vào giai đoạn thập niên 1890 đến thập niên 1920, có nhiều vở nhạc kịch phân biệt rất hời hợt giữa nhạc và truyện). Có thể dẫn ra đây lời mô tả của nhà phê bình Ben Brantley - đến từ báo New York Times - về mẫu hình lý tưởng của ca khúc khi đang phê bình vở nhạc kịch Gypsy (phiên bản làm lại vào năm 2008): "Không có sự ngăn cách nào giữa bài hát và nhân vật, đó là điều đã xảy ra trong những khoảnh khắc hiếm hoi khi nhạc kịch vươn lên đạt tới lý do lý tưởng để chúng tồn tại." Một bài hát dài năm phút thì có ít chữ hơn rất nhiều so với một đoạn hội thoại dài năm phút, bởi thế nên khi xét một nhạc kịch và một vở kịch thông thường có cùng thời lượng thì nhạc kịch có ít thời gian để phát triển phần kịch hơn so kịch thông thường. Những người sáng tác phải phát triển nhân vật và cốt truyện trong một khoảng thời gian eo hẹp như vậy.
Chất liệu cho nhạc kịch có thể là từ sáng tạo, hoặc có thể là qua vay mượn ý tưởng từ tiểu thuyết (ví dụ (Wicked và Man of La Mancha), từ vở kịch khác (Hello, Dolly!), từ truyền thuyết cổ điển (Camelot), từ sự kiện lịch sử (Evita) hoặc từ điện ảnh (The Producers và Billy Elliot). Mặt khác, nhiều tác phẩm nhạc kịch đã trở thành chất liệu cho các phim nhạc kịch, chẳng hạn các bộ phim The Sound of Music, West Side Story, My Fair Lady và Chicago.

### So sánh với opera
Cho dù có mối quan hệ gần gũi với opera nhưng nhạc kịch khác opera ở nhiều điểm. Nhìn chung, nhạc kịch dành nhiều sự tập trung hơn cho các đoạn hội thoại (mặc dù có những nhạc kịch chỉ có hát từ đầu chí cuối, và cũng có những vở opera - lấy ví dụ là opera Die Zauberflöte - và phần lớn các vở operetta mà trong đó lại có những đoạn hội thoại không có nhạc đệm) và cho nhảy múa. Nhạc kịch cũng sử dụng nhiều thể loại nhạc đại chúng (hoặc chí ít là phong cách hát đại chúng) và tránh rơi vào các quy ước của opera. Nói cụ thể thì nhạc kịch hầu hết được diễn bằng ngôn ngữ của khán giả. Bao giờ cũng vậy, nhạc kịch ở Luân Đôn hoặc New York luôn luôn được diễn bằng tiếng Anh mặc cho nhạc kịch đó được viết bằng ngôn ngữ gì (chẳng hạn Những người khốn khổ vốn viết bằng tiếng Pháp chứ không phải tiếng Anh). Ngoài ra, đối với opera thì ca sĩ có nhiệm vụ chính là hát, nhiệm vụ phụ là diễn và ít khi nào có chuyện nhảy múa, trong khi đối với nhạc kịch thì người trình bày có nhiệm vụ chính là diễn, sau đó mới là đến hát và nhảy. Người nào làm tốt cả ba vai trò này thì được gọi là "triple threat". Những người sáng tác nhạc cho nhạc kịch thường cân nhắc nhu cầu hát của từng vai diễn trong nhạc kịch. Ngày nay, các rạp lớn chuyên về nhạc kịch sử dụng âm li để phóng đại giọng của diễn viên, trong khi nhìn chung opera không chấp nhận cách làm như vậy.
Một số tác phẩm của các tác giả như George Gershwin, Leonard Bernstein và Stephen Sondheim được người ta chuyển thể cả sang nhạc kịch lẫn opera. Tương tự, một số vở operetta (ví dụ The Pirates of Penzance của Gilbert và Sullivan) được chuyển thể thành nhạc kịch. Đối với một số tác phẩm, phong cách sản xuất bản chuyển thể có tầm quan trọng sánh ngang với phần nội dung trong việc định thể loại cho tác phẩm chuyển thể là opera hay là nhạc kịch. Tác giả Sondheim phát biểu: "Tôi thực sự cho rằng nếu thứ gì được diễn ở Broadway thì thứ đó là nhạc kịch, còn nếu thứ gì được diễn trong nhà hát opera thì thứ đó là opera. Thế thôi. Chính cái địa thế và kỳ vọng từ phía khán giả sẽ quyết định nó là thứ này hay cái kia." Trong thực tế, vẫn tồn tại sự chồng lấn giữa thể loại opera nhẹ (light opera) với thể loại nhạc kịch phức tạp. Không dễ phân biệt giữa loại hình sân khấu này với loại hình sân khấu kia.

### Các hình thức khác
Châu Á có rất nhiều loại hình sân khấu kèm âm nhạc, chẳng hạn hí khúc của Trung Quốc, kịch Nō của Nhật Bản, kịch Sanskrit và Yakshagana của Ấn Độ. Từ thế kỷ XX trở đi, Ấn Độ sản xuất ra vô số phim nhạc kịch được người ta gọi là nhạc kịch "Bollywood". Nhật Bản thì sản xuất chuỗi nhạc kịch dựa trên anime và manga.

### Sách
- Everett, William A.; Laird, Paul R., biên tập (2002). The Cambridge companion to the musical. Cambridge companions to music. Cambridge University Press. ISBN 978-0-521-79189-2.
- Gokulsing, K. Moti; Dissanayake, Wimal (2004) [1998]. Indian popular cinema: a narrative of cultural change . Stoke-on-Trent: Trentham. ISBN 978-1-85856-329-9.
- Morley, Sheridan (1987). Spread a little happiness: the first hundred years of the British musical. Luân Đôn: Thames and Hudson. ISBN 978-0-500-01398-4.